# Mp-446

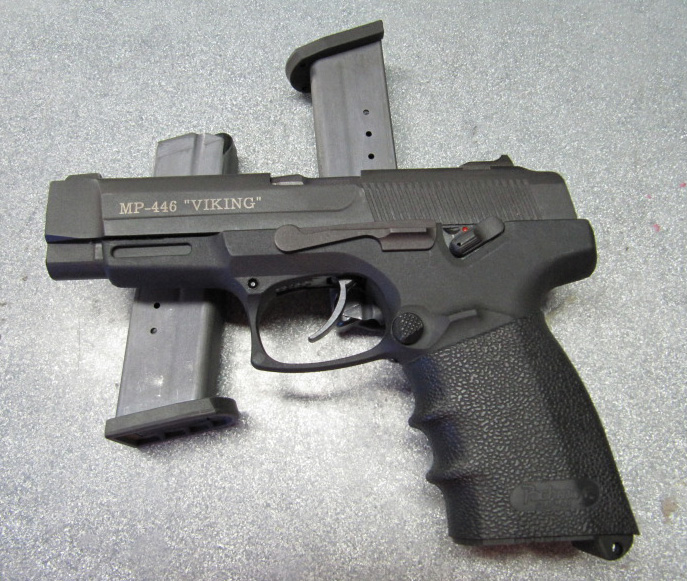

MP-446 "Viking" é uma pistola semiautomática de fabricação russa. A Mp-446 Viking vem do recente desenvolvimento de Izhevsk Mechanical,fabricada pela empresa Baikal.É Uma pistola de dupla ação baseada no sistema de curto recuo do cano.

## Caracteristicas
- Calibre: 9mm Paralellum(9x19)
- Peso:830g
- Comprimento:128mm
- Comprimento do cano:112mm

## Variantes
- MP-446C "Viking"
- MP-446C "Viking-M"

## Utilizadores
- Afeganistão[2]
- Rússia